# 베낭시오 페레스
베낭시오 페레스 가르시아(스페인어: Venancio Pérez García; 1921년 4월 22일, 바스크 주 세스타오 ~ 1994년 11월 28일, 바스크 주 산 세바스티안)는 스페인의 전 축구 선수로, 현역 시절 공격수로 활약했다.

## 유년 시절
베낭시오는 비스카이아 도 세스타오의 빈민가 출신으로, 알토스 오르노스 데 비스카이아 공장에서 유년 시절에 근무했다. 키가 크고 건장했던 그는 펠로타에서 유래한 펠로타 마노(pelota mano) 운동을 했었지만, 축구에 집중하기 시작한 것은 24세가 되었을 때였다.

## 클럽 경력
베낭시오는 처음 비토리아-가스테이스에서 군복무하던 시절에 운동을 취미로 했었다. 에란디오에서 신고식을 치른 그는 1945년에 아틀레틱 빌바오로 25,000 pts에 입단했지만, 초년에는 세군다 디비시온의 바라칼도로 임대되어 경험을 쌓았다.
1949년 2월, 베낭시오는 원 소속 구단으로 복귀했다. 그는 복귀전인 알코야노와의 안방 경기에서 2골을 터뜨려 3-0 승리를 견인했다. 그는 그 시즌에 대여섯 경기를 더 출장하는데 그쳤는데, 이후 아구스틴 가인사, 라파엘 이리온도, 호세 루이스 파니소, 그리고 텔모 사라와 함께 구단의 전설적인 공격진을 구축해 3번의 코파 델 헤네랄리시모를 포함해 총 4번의 주요 대회 우승을 거두었다.
베낭시오는 1955년에 34세의 나이로 산 마메스를 더났고, 전에 소속되었었던 2부 리그의 바라칼도에서 1년을 더 보내고 은퇴했다. 빌바오 시절, 그는 총 208번의 경기에 출전해 91골을 10년 가까운 세월동안 기록했고, 말년에는 주로 중앙 수비수로도 활약했다.

## 국가대표팀 경력
베낭시오는 스페인 국가대표팀 경기에 5년도 안되는 기간 동안 11번의 경기에 출전했다. 그의 첫 국가대표팀은 더블린에서 4-1 승리를 거둔 1949년 6월 12일 아일랜드와의 친선경기였다.
1954년 1월 6일, 베낭시오는 4-1로 이긴 터키와의 1954 월드컵 예선전 경기에 스페인의 4번째 골을 넣었지만, 본선 진출권을 추첨을 통해 터키에게 내주었다.

## 은퇴 후와 최후
은퇴 후, 베낭시오는 빌바오에 정착해 금속공방을 열었다. 배우자를 맞이하여 두 아들을 둔 후, 그는 1994년 11월 28일에 산 세바스티안에서 향년 73세로 영면에 들었다.

## 수상
아틀레틱 빌바오
- 코파 델 헤네랄리시모: 1944–45, 1949–50, 1955
- 코파 에바 두아르테: 1950